# Twinkl
Twinkl Educational Publishing – brytyjski dom wydawniczy online zajmujący się produkcją materiałów dydaktycznych i edukacyjnych. Wydawnictwo Twinkl zostało założone przez Jonathana i Susie Seaton w 2010 roku z główną siedzibą w mieście Sheffield w Wielkiej Brytanii.
W 2018 r. Twinkl operowało w 175 krajach, a międzynarodowe przychody firmy przekroczyły 2,6 mln £.